# 豊田自動織機シャトルズ愛知
豊田自動織機シャトルズ愛知（とよたじどうしょっきシャトルズあいち、英: Toyota Industries Shuttles Aichi）は、愛知県刈谷市を本拠地とするジャパンラグビーリーグワンに所属するラグビーチームである。略称「S愛知」。練習場は豊田自動織機刈谷グラウンド（愛知県刈谷市）。チーム名のシャトルズとは、豊田自動織機創業者の豊田佐吉が発明した「G型自動織機」のよこ糸を通す部品名「シャトル」に由来する。

## 歴史
- 1984年（昭和59年） - 創部
- 1997年（平成09年） - 関西社会人Aリーグ初昇格
- 1998年（平成10年） - 全国社会人大会初出場
- 2003年（平成15年） - トップウェストAで2位に入りトップリーグ入替戦進出、日本選手権初出場
- 2004年（平成16年） - トップウェストA初優勝
- 2010年（平成22年） - トップチャレンジ1で2位に入りトップリーグ初昇格、チーム愛称を「シャトルズ」とする。
- 2011年（平成23年） - トップリーグで最下位となり、トップウェストAに降格
- 2013年（平成25年） - トップリーグ入替戦で福岡サニックスブルースを下し[注 1]、3年ぶりにトップリーグに復帰
- 2018年（平成30年） - トップリーグ入替戦で三菱重工相模原ダイナボアーズに敗れ、トップチャレンジリーグに再降格
- 2021年（令和03年） - トップチャレンジリーグで初優勝
- 2022年（令和04年） - 新リーグジャパンラグビーリーグワンのDIVISION3（3部リーグ）に参加[1]。リーグ戦10試合、順位決定戦2試合とも、全勝し優勝。DIVISION2（2部リーグ）へ自動昇格した[2]。

## エピソード
- 2023年（令和05年）12月10日、日本製鉄釜石シーウェイブス戦において、高島來亜が、ジャパンラグビーリーグワン最年少出場記録更新（18歳8カ月17日）[3]

## タイトル
最上位リーグ
なし
下位リーグ
- トップウェストA 優勝: 4回 (2004, 2009, 2011, 2012)
- トップチャレンジリーグ (TCL) 優勝: 1回 (2021)
- JAPAN RUGBY LEAGUE ONE DIVISION3 優勝: 1回 (2022)

## 成績

### 全国社会人大会戦績
| 回 | 年度 | 地区 | 成績           | 試 | 勝 | 分 | 敗 | 得 | 失  | 差  | 備考                         |
| -- | ---- | ---- | -------------- | -- | -- | -- | -- | -- | --- | --- | ---------------------------- |
| 51 | 1998 | 関西 | 予選プール敗退 | 3  | 1  | 0  | 2  | 54 | 142 | -88 | 豊田自動織機のチーム名で出場 |
| 53 | 2000 | 関西 | 1回戦敗退      | 1  | 0  | 0  | 1  | 26 | 43  | -17 |                              |
| 54 | 2001 | 関西 | 1回戦敗退      | 1  | 0  | 0  | 1  | 29 | 59  | -30 |                              |
| 55 | 2002 | 関西 | 予選プール敗退 | 3  | 0  | 0  | 3  | 46 | 130 | -84 |                              |

### リーグ戦戦績

#### トップリーグ創設以前
- 1997-1998シーズン 関西社会人リーグA 5位
- 1998-1999シーズン 関西社会人リーグA 6位
- 1999-2000シーズン 関西社会人リーグA 7位
- 2000-2001シーズン 関西社会人リーグA 6位
- 2001-2002シーズン 関西社会人リーグA 6位
- 2002-2003シーズン 関西社会人リーグA 6位、トップウェストAへ参入

#### トップリーグ
- 2003-2004シーズン トップウェストA 2位、トップチャレンジ2：1位、トップリーグ入替戦：敗戦、トップウェストA残留
- 2004-2005シーズン トップウェストA 優勝、トップチャレンジ1：3位、トップリーグ入替戦：敗戦、トップウェストA残留
- 2005-2006シーズン トップウェストA 3位
- 2006-2007シーズン トップウェストA 3位
- 2007-2008シーズン トップウェストA 4位
- 2008-2009シーズン トップウェストA 2位、トップチャレンジ2：1位、トップリーグ入替戦：敗戦、トップウェストA残留
- 2009-2010シーズン トップウェストA 優勝、トップチャレンジ1：2位、トップリーグへ自動昇格
- 2010-2011シーズン トップリーグ 14位（1勝12敗）、トップウェストAへ自動降格
- 2011-2012シーズン トップウェストA 優勝、トップチャレンジ1：4位、トップリーグ入替戦：敗戦、トップウェストA残留
- 2012-2013シーズン トップウェストA 優勝、トップチャレンジ1：3位、トップリーグ入替戦：勝利、トップリーグ昇格
- 2013-2014シーズン トップリーグ 12位（1stステージ：プールA6位 1勝6敗、2ndステージ：プールB4位 4勝3敗）
- 2014-2015シーズン トップリーグ 15位（1stステージ：プールA7位 2勝5敗、2ndステージ：プールB7位 1勝6敗）、トップリーグ入替戦：勝利、トップリーグ残留
- 2015-2016シーズン トップリーグ 10位（リーグ戦：プールB5位 3勝4敗、順位決定トーナメント下位グループ： 9位決定戦 敗戦）
- 2016-2017シーズン トップリーグ 15位（3勝12敗）、トップリーグ入替戦：勝利、トップリーグ残留
- 2017-2018シーズン トップリーグ 12位（リーグ戦：ホワイトカンファレンス6位 2勝11敗、順位決定トーナメント：1回戦 敗戦、11位決定戦 敗戦）
- 2018-2019シーズン トップリーグ 15位（リーグ戦：レッドカンファレンス6位 3勝4敗、順位決定トーナメント：1回戦 敗戦、15位決定戦 勝利、トップリーグカップ 12位（プール戦：3位 1勝2敗、順位決定トーナメント：11位決定戦 敗戦）、トップリーグ入替戦：敗戦、トップチャレンジリーグ降格
- 2019-2020シーズン トップチャレンジリーグ 2位（5勝2敗）、トップリーグカップ プール戦敗退（5位 1勝4敗）
- 2020-2021シーズン トップチャレンジリーグ 優勝（リーグ戦：Bグループ1位 4勝、順位決定戦：優勝決定戦 勝利）、ジャパンラグビートップリーグ2021・プレーオフトーナメント 1回戦敗退

#### JAPAN RUGBY LEAGUE ONE
| シーズン | DIVISION  | 最終順位 | リーグ順位  | 試合数 | 勝点 | 勝 | 分 | 負 | 得点 | 失点 | 得失差 | 入替戦                             | 備考                      |
| -------- | --------- | -------- | ----------- | ------ | ---- | -- | -- | -- | ---- | ---- | ------ | ---------------------------------- | ------------------------- |
| 2022     | DIVISION3 | 優勝     | 1位/6チーム | 10     | 48   | 10 | 0  | 0  | 386  | 95   | 291    | 順位決定戦1位 DIVISION2へ自動昇格  | [ 4 ] [ 5 ]               |
| 2022-23  | DIVISION2 | 3位      | 3位/6チーム | 10     | 26   | 6  | 0  | 4  | 297  | 315  | -18    | 順位決定戦3位 入替戦敗退・残留     | [ 6 ] [ 7 ]               |
| 2023-24  | DIVISION2 | 2位      | 3位/6チーム | 10     | 34   | 7  | 0  | 3  | 345  | 195  | 150    | 順位決定戦2位 入替戦敗退・残留     | [ 8 ] [ 9 ] [ 10 ] [ 11 ] |
| 2024-25  | DIVISION2 | 優勝     | 1位/8チーム | 14     | 52   | 11 | 0  | 3  | 482  | 266  | 216    | DIVISION1 12位との入替戦敗退・残留 | [ 12 ] [ 13 ] [ 14 ]      |

## 2024-25シーズンの順位
| \| \| JAPAN RUGBY LEAGUE ONE 2024-25 DIVISION 2 順位表（2025年5月31日時点）出典：[15] \| 編集 \|                                                                                        | | | | | | | | | | | | | | | | |
| リーグ戦 順位 | チーム | 試合数 | 勝ち点 | 勝 | 分 | 負 | 得点 | 失点 | 得失差 | T | G | PG | DG | 反則数 | 入替戦 | 最終結果 |
| 優勝 | 豊田自動織機シャトルズ愛知 | 14 | 52 | 11 | 0 | 3 | 482 | 266 | 216 | 71 | 56 | 5 | 0 | 173 | 第13節でDIVISION2優勝決定 DIVISION1 12位との入替戦                                                                                                  | 残留 |
| 2位 | 花園近鉄ライナーズ | 14 | 51 | 10 | 1 | 3 | 489 | 296 | 193 | 72 | 51 | 9 | 0 | 159 | 第14節で2位決定 DIVISION1 11位との入替戦 | 残留 |
| 3位 | NECグリーンロケッツ東葛 | 14 | 49 | 10 | 0 | 4 | 513 | 313 | 200 | 76 | 59 | 4 | 1 | 167 | ‐ | ‐ |
| 4位 | レッドハリケーンズ大阪 | 14 | 30 | 6 | 0 | 8 | 337 | 356 | -19 | 43 | 31 | 20 | 0 | 159 | ‐ | ‐ |
| 5位 | 日野レッドドルフィンズ | 14 | 26 | 5 | 1 | 8 | 348 | 507 | -159 | 50 | 34 | 10 | 0 | 184 | ‐ | ‐ |
| 6位 | 九州電力キューデンヴォルテクス | 14 | 21 | 5 | 1 | 8 | 327 | 436 | -109 | 40 | 29 | 22 | 1 | 157 | 第14節でD3入替戦を回避決定 | ‐ |
| 7位 | 清水建設江東ブルーシャークス | 14 | 24 | 5 | 1 | 8 | 345 | 487 | -142 | 44 | 34 | 19 | 0 | 157 | DIVISION3 2位との入替戦 | 残留 |
| 8位 | 日本製鉄釜石シーウェイブス | 14 | 11 | 2 | 0 | 12 | 326 | 506 | -180 | 44 | 35 | 12 | 0 | 148 | 第13節で最下位確定 DIVISION3 1位との入替戦 | 残留 |
| | | | | | | | | | | | | | | | | |
| - 勝ち点は、勝ち4点、引き分け2点、負け0点。 - ただし、7点差以内の負けは1点を付与、3トライ差以上での勝ちは追加で1点を付与。 - 同じ勝ち点である場合は下記の順番で順位を決定する。 1. 抽選 | - 勝ち点は、勝ち4点、引き分け2点、負け0点。 - ただし、7点差以内の負けは1点を付与、3トライ差以上での勝ちは追加で1点を付与。 - 同じ勝ち点である場合は下記の順番で順位を決定する。 1. 抽選 | - 勝ち点は、勝ち4点、引き分け2点、負け0点。 - ただし、7点差以内の負けは1点を付与、3トライ差以上での勝ちは追加で1点を付与。 - 同じ勝ち点である場合は下記の順番で順位を決定する。 1. 抽選 | - 勝ち点は、勝ち4点、引き分け2点、負け0点。 - ただし、7点差以内の負けは1点を付与、3トライ差以上での勝ちは追加で1点を付与。 - 同じ勝ち点である場合は下記の順番で順位を決定する。 1. 抽選 | - 勝ち点は、勝ち4点、引き分け2点、負け0点。 - ただし、7点差以内の負けは1点を付与、3トライ差以上での勝ちは追加で1点を付与。 - 同じ勝ち点である場合は下記の順番で順位を決定する。 1. 抽選 | - 勝ち点は、勝ち4点、引き分け2点、負け0点。 - ただし、7点差以内の負けは1点を付与、3トライ差以上での勝ちは追加で1点を付与。 - 同じ勝ち点である場合は下記の順番で順位を決定する。 1. 抽選 | - 勝ち点は、勝ち4点、引き分け2点、負け0点。 - ただし、7点差以内の負けは1点を付与、3トライ差以上での勝ちは追加で1点を付与。 - 同じ勝ち点である場合は下記の順番で順位を決定する。 1. 抽選 | - 勝ち点は、勝ち4点、引き分け2点、負け0点。 - ただし、7点差以内の負けは1点を付与、3トライ差以上での勝ちは追加で1点を付与。 - 同じ勝ち点である場合は下記の順番で順位を決定する。 1. 抽選 | - 勝ち点は、勝ち4点、引き分け2点、負け0点。 - ただし、7点差以内の負けは1点を付与、3トライ差以上での勝ちは追加で1点を付与。 - 同じ勝ち点である場合は下記の順番で順位を決定する。 1. 抽選 | - 勝ち点は、勝ち4点、引き分け2点、負け0点。 - ただし、7点差以内の負けは1点を付与、3トライ差以上での勝ちは追加で1点を付与。 - 同じ勝ち点である場合は下記の順番で順位を決定する。 1. 抽選 | - 勝ち点は、勝ち4点、引き分け2点、負け0点。 - ただし、7点差以内の負けは1点を付与、3トライ差以上での勝ちは追加で1点を付与。 - 同じ勝ち点である場合は下記の順番で順位を決定する。 1. 抽選 | - 勝ち点は、勝ち4点、引き分け2点、負け0点。 - ただし、7点差以内の負けは1点を付与、3トライ差以上での勝ちは追加で1点を付与。 - 同じ勝ち点である場合は下記の順番で順位を決定する。 1. 抽選 | - 勝ち点は、勝ち4点、引き分け2点、負け0点。 - ただし、7点差以内の負けは1点を付与、3トライ差以上での勝ちは追加で1点を付与。 - 同じ勝ち点である場合は下記の順番で順位を決定する。 1. 抽選 | - 勝ち点は、勝ち4点、引き分け2点、負け0点。 - ただし、7点差以内の負けは1点を付与、3トライ差以上での勝ちは追加で1点を付与。 - 同じ勝ち点である場合は下記の順番で順位を決定する。 1. 抽選 | - 勝ち点は、勝ち4点、引き分け2点、負け0点。 - ただし、7点差以内の負けは1点を付与、3トライ差以上での勝ちは追加で1点を付与。 - 同じ勝ち点である場合は下記の順番で順位を決定する。 1. 抽選 | - 1位はDIVISION1の12位と、 2位はDIVISION1の11位と、 それぞれ入替戦を行う。 - 7位はDIVISION3の2位と、 8位はDIVISION3の1位と、 それぞれ入替戦を行う。 | - 1位はDIVISION1の12位と、 2位はDIVISION1の11位と、 それぞれ入替戦を行う。 - 7位はDIVISION3の2位と、 8位はDIVISION3の1位と、 それぞれ入替戦を行う。 |
| | JAPAN RUGBY LEAGUE ONE 2024-25 DIVISION 2 順位表（2025年5月31日時点）出典： | 編集 | | | | | | | | | | | | | | |

## 2025-26シーズンのスコッド
開幕前、2025-26シーズンでの選手登録までは、「チームに所属している選手」の一覧に過ぎないことに留意。
カテゴリA（日本代表の実績または資格あり）は、試合登録枠17名以上、同時出場可能枠11名以上。カテゴリB（日本代表の資格獲得見込み）は、試合登録枠・同時出場可能枠ともに任意。カテゴリC（他国代表歴あり等、カテゴリ A, B以外）は、試合登録枠3名以下。
豊田自動織機シャトルズ愛知の2025-26シーズンのスコッドは下記のとおり。2025年6月4日現在。
ヘッドコーチ: 徳野洋一
| 選手                         | ポジション               | 身長  | 体重  | 誕生日（年齢）         | 登録区分  |
| ---------------------------- | ------------------------ | ----- | ----- | ---------------------- | --------- |
| アピサロメ・ボギドラウ       | プロップ                 | 190cm | 125kg | 1998年1月10日（27歳）  | カテゴリA |
| 深村亮太                     | プロップ                 | 186cm | 125kg | 1993年7月23日（31歳）  | カテゴリA |
| 小寺晴大                     | プロップ                 | 184cm | 125kg | 1998年9月17日（26歳）  | カテゴリA |
| 石橋尚也                     | プロップ                 | 173cm | 103kg | 1996年8月25日（28歳）  | カテゴリA |
| 山口知貴                     | プロップ                 | 174cm | 106kg | 1994年9月28日（30歳）  | カテゴリA |
| 津志田卓哉                   | プロップ                 | 182cm | 110kg | 1996年1月3日（29歳）   | カテゴリA |
| 高橋信之                     | プロップ                 | 180cm | 120kg | 1998年9月2日（26歳）   | カテゴリA |
| イエレミア・マタエナ         | プロップ                 | 180cm | 120kg | 1995年9月3日（29歳）   | カテゴリB |
| 乳井大士                     | プロップ                 | 168cm | 109kg | 2003年4月1日（22歳）   | カテゴリA |
| オトゥホウマ・シアレ         | プロップ                 | 178cm | 108kg | 2002年5月15日（23歳）  | カテゴリA |
| 鵜野凪斗                     | フッカー                 | 181cm | 100kg | 2003年7月12日（21歳）  | カテゴリA |
| 藤浪輝人                     | フッカー                 | 170cm | 95kg  | 1995年8月31日（29歳）  | カテゴリA |
| 佐藤慶                       | フッカー                 | 169cm | 99kg  | 1997年1月27日（28歳）  | カテゴリA |
| 大山卓真                     | フッカー                 | 170cm | 93kg  | 2001年12月25日（23歳） | カテゴリA |
| 村田和志                     | フッカー                 | 171cm | 93kg  | 2002年4月22日（23歳）  | カテゴリA |
| フリッツ・ヤンケ=タヴァナ    | ロック                   | 201cm | 116kg | 2003年8月6日（21歳）   | カテゴリB |
| ナイバルワガセタ             | ロック                   | 187cm | 103kg | 2001年1月9日（24歳）   | カテゴリA |
| ジェームズ・ガスケル         | ロック                   | 201cm | 117kg | 1990年5月20日（35歳）  | カテゴリC |
| 中村大志                     | ロック                   | 189cm | 110kg | 1995年9月5日（29歳）   | カテゴリA |
| 鄭兆毅                       | ロック                   | 185cm | 105kg | 1999年11月24日（25歳） | カテゴリA |
| タマ・カペネ                 | フランカー               | 187cm | 110kg | 1999年5月3日（26歳）   | カテゴリA |
| 松岡大和                     | フランカー               | 178cm | 94kg  | 1998年5月31日（27歳）  | カテゴリA |
| トム・フローレンス           | ナンバー8                | 190cm | 109kg | 1998年5月20日（27歳）  | カテゴリB |
| イシレリ・マヌ               | ナンバー8                | 191cm | 120kg | 1999年7月20日（25歳）  | カテゴリB |
| タレニ・セウ                 | ナンバー8                | 201cm | 119kg | 1993年12月26日（31歳） | カテゴリC |
| 岡本泰斉                     | スクラムハーフ           | 173cm | 77kg  | 2001年1月30日（24歳）  | カテゴリA |
| 湯本睦                       | スクラムハーフ           | 165cm | 70kg  | 1994年5月2日（31歳）   | カテゴリA |
| 末拓実                       | スクラムハーフ           | 165cm | 66kg  | 1998年3月8日（27歳）   | カテゴリA |
| 高島來亜                     | スクラムハーフ           | 184cm | 77kg  | 2005年3月23日（20歳）  | カテゴリA |
| 登根大斗                     | スクラムハーフ           | 165cm | 72kg  | 2002年7月3日（22歳）   | カテゴリA |
| 松田知恩                     | スタンドオフ             | 178cm | 74kg  | 2004年12月6日（20歳）  | カテゴリA |
| 小笠原寛人                   | ウイング                 | 184cm | 95kg  | 1999年6月17日（25歳）  | カテゴリA |
| 齊藤大朗                     | ウイング                 | 181cm | 92kg  | 1999年2月5日（26歳）   | カテゴリA |
| 中野豪                       | ウイング                 | 170cm | 85kg  | 1996年12月9日（28歳）  | カテゴリA |
| チャンス・ペニ               | ウイング                 | 191cm | 98kg  | 1994年1月17日（31歳）  | カテゴリA |
| 松岡大河                     | ウイング                 | 171cm | 80kg  | 2001年9月3日（23歳）   | カテゴリA |
| ティアン・トーマスウィーラー | センター                 | 193cm | 101kg | 1999年11月19日（25歳） | カテゴリB |
| 土居大吾                     | センター                 | 178cm | 93kg  | 2000年11月23日（24歳） | カテゴリA |
| 市川敬太                     | センター                 | 172cm | 83kg  | 1998年10月10日（26歳） | カテゴリA |
| ジェームズ・モレンツェ       | センター                 | 181cm | 91kg  | 1999年7月8日（25歳）   | カテゴリB |
| 戸野部謙                     | センター                 | 177cm | 92kg  | 2000年7月1日（24歳）   | カテゴリA |
| ヴィリアミ・スワワ           | センター                 | 184cm | 103kg | 1998年1月18日（27歳）  | カテゴリA |
| セバスチャン・ボショフ       | センター                 | 180cm | 88kg  | 2002年7月23日（22歳）  | カテゴリB |
| グレイトリー献人             | フルバック               | 183cm | 82kg  | 2005年11月11日（19歳） | カテゴリA |
| 鈴木匠                       | フルバック               | 184cm | 89kg  | 1998年9月2日（26歳）   | カテゴリA |
| ケレビジョシュア             | ユーティリティーバックス | 188cm | 105kg | 1992年6月18日（32歳）  | カテゴリA |
| 徳永優太                     | ユーティリティーバックス | 174cm | 88kg  | 2002年12月19日（22歳） | カテゴリA |

## シャトルズラグビースクール刈谷
下部組織として、シャトルズラグビースクール刈谷が愛知県刈谷市で活動している。
- 2005年、豊田自動織機ラグビー部のOBが刈谷ラグビースクールとして設立
- 2020年、中学部を開校
- 2022年、チーム名をシャトルズラグビースクール刈谷に

## 過去の主な所属選手
- 朝見力弥
- 石澤輝
- 磯辺裕太
- 一本杉仁志
- 今村哲央
- 大居広樹
- 大出憲司
- 大西将太郎
- 大橋晋
- 小山田岳
- 片桐康策
- 河合航
- 川崎仁久
- 川俣直樹
- 木村貴大
- クリスチャン・リアリーファノ
- ケイデン・ネヴィル
- 後藤和彦
- 小西大樹
- 古村健太郎
- 斉藤祐也
- 坂井克行
- 笹渕智
- サム・グリーン
- JJ・エンゲルブレヒト
- シオネ・テアウパ
- 下平凌也
- ジャン・デ・クラーク
- ジョーダン・ジャクソン＝ホープ
- ジョーダン・スマイラー
- ジョノ・ヒッキー
- 調建造
- 徐吉嶺
- スコット・フグリストーラー
- 曽和裕雅
- 孫昇己
- 大門隼人
- タウファ・タフィアイバハ優
- タウモエペアウ・シリベヌシ
- 竹内健人
- 竹内琢恭
- 田辺雅文
- タレニ・セウ
- デイン・ハイレットペティ
- テヴィタ・タウフイ
- 出渕賢史
- トゥシ・ピシ
- トコキオソシセニ
- 豊前貴士
- 長江有祐
- 浪岡祐貴
- ネミア・ソンゲタ
- 長谷川真人
- 長谷川雄司
- 畠山健介
- バツベイ・シオネ
- ハリー・ジョーンズ
- ピーター・キムリン
- 平原大敬
- 廣野翔太
- フィナウフィリペサーリ
- ブライス・ヘガティ
- フランソワ・ブランマー
- フレディー・バーンズ
- ベン・ゴリングス（英語版）
- ベンジャミン・サンダース
- マイケル・カーリー
- マリー・ウィリアムス
- 松井謙斗
- 松岡毅
- 水野健
- 森田有希
- 南善晴
- 安岡貴之
- 山下一
- 山田裕介
- 吉田伸介
- ライアン・カンコウスキー
- リーバイ・アウムア
- リサラシオシファ
- ルアタンギ・侍バツベイ
- ルテル・ラウララ
- ロビー・ロビンソン
- 尾池亨允
- 山田裕介
- 田嶋グン
- 渡邊友哉
- 牛原寛章
- ヨアン・マエストリ
- 福坪龍一郎
- ルーカス・ボイラン
- 谷口到
- 金堂礼
- 小原稜生
- ジョネ・ケレビ
- ナエアタルイ
- 森崎陸
- ジョシュ・マタヴェシ
- ティム・スウィル
- 市橋輝
- 大道勇喜
- ジョー・カマナ
- トム・ハダッド
- 渡邊彪亮

【2024年5月退団】
- 藤井俊希
- 村川浩喜
- 南友紀
- タリフォロフォラ・タンギパ
- ジャック・リーガン

【2024年8月退団】
- 清水晶大

【2025年3月退団】
- セコナイア・ブル

【2025年6月退団】
- 松本仁志
- 由良祥一
- 藤原恵太
- 石田圭祐
- 久保直人
- 山本悠大
- 金隆生
- ジョネ・ケレビ
- 牧野内翔馬
- 河野竣太
- 粥塚諒
- フレディー・バーンズ
- カヴァイア・タギヴェタウア
- 五十嵐優
- 平林龍磨

## 不祥事
- 2023年4月22日、選手1名が、チーム会食後の単独行動で飲食店に入り、居合わせた人（店員か客かは非公表）に全治10日程度のけがを負わせた。当該選手は逮捕されていないが、被害者との示談が成立。選手は4月末に退団した[18]。ジャパンラグビーリーグワンはチームに対し、5月開催のDIVISION1との入替戦出場を認めた[19]。